# Kanth Kaler
Kaler Kanth (Nakodar, años setenta) es un cantante indio del género Gharana de Panyab, famoso por interpretar canciones melancólicas. 

## Biografía
Nació en Nakodar, distrito de Jalandhar, Estado de Panyab. Sus éxitos incluyen Hun Teri Nigah Badal Gai, Dass Asi Kehra Tere Bina Mar Challea, Udikan y Teri Yaad Sajna.
Su nombre verdadero es Harvinder Kaler, él cambió su nombre después de haber recibido un consejo del gurú Shah Murad un espiritista conocido como el Kanth (voz). Grabó su primer álbum de Hun teri nigah Badal gayi con la ayuda del famoso compositor Jalandhari Madan, que quedó impresionado por su voz.
Además interpretó un tema musical para la película titulada, Punjabi Chhevan Dariya.

## Álbumes
- Aadat[1]
- Sadhra
- Doriya
- Intezar
- Tu Chete Ave
- Teri Yaad Sajna
- Teri Akh Vairne
- Dhol Janiya
- Hun Teri Nigah Badal Gai
- Pichhon Mukar Na Javi
- Sad Songs - Vol. 9
- Anmol - The Priceless

### Álbumes religiosos
- Dhan Dhan Khalsa
- Kaashi Vich Rehan Walia
- Meri Vasadi Paharan Wich Maaye
- Sade Naina Vich Guru Ravidass Vasia
- Vijay sokhal